# Соколец (Калище)
Соколец (на македонска литературна норма: Соколец; на албански: Guri i Sokolecit) е крепост, съществувала през Късната античност и Средновековието, разположена над гостиварското село Калище, Северна Македония.

## Местоположение
Соколец е на един километър южно от Калище, на 970 m надморска височина и на 300 m високо над Положкото поле. Самата крепост е разположена на висока самотна скала, 25 - 30 m над околния терен, със стръмни до вертикални склонове. От скалата има добра гледка към околността.

## Античност
На заравненото било на скалата в Късната античност е издигната крепостна стена от камък и вар. Ограденото пространство е 120 х 60/50 m. На северната стена образуваща ъгъл навътре са видими три платна зидария, опрени едно до друго и вероятно стената е обновявана два пъти, може би през VI и XII - XIII век. Тук се е намирала и портата на крепостта. Главният подход е по падината от североизточното подножие. Открита е късноантична керамика, питоси и тегули, много монети от късния IV и VI век.
В североизточното подножие, на равен терен от 2 ha има остатъци от селище, датирано в същия период като крепостта.
Твърдината контролирала пътя от полето по долинката на Маздрача към прохода Враца на Шар, който се спуска в долината на Черни Дрин на запад. В Късната античност тук е границата между провинциите Македония и Превалитана.

## Средновековие
Крепостта, поради стратегическото си положение е използвана и през Средновековието - може би в XII - XIII век е обновен средният дял на северната стена. От Средновековието е открита славянска керамика и црепни, както и един византийски скифат от XII - XIII век.

## Идентификация
Според Томо Томоски това е средновековният град Полог. Според Иван Микулчич обаче крепостта е малка, а в подножието ѝ няма отворено селище от Средновековието и смята, че крепостта е гранична стража, използвана само в кризисни моменти.